# Тройка (телесериал)
«Тройка» (ивр. טרויקה‎) — израильский мини-сериал, транслировался на телеканале HOT 3. Впервые показан 8 августа 2010 года. Персонажи сериала — репатрианты из России. Герои говорят на двух языках — на русском и на иврите. Действие начинается в Москве, затем переносится в Тель-Авив, Рамлу и пустыню Негев.

## Сюжет
Сериал рассказывает историю трех друзей-репатриантов из России. Они ищут Зою — первую любовь Миши и бывшую девушку Эдика. Во время поисков с ними случаются забавные истории.

### Герои
- Миша (Генри Давид) — родился в России, потом репатриировался в Израиль. Молодой (30 лет) многообещающий бизнесмен живёт и работает в Москве. Вскоре должен жениться на любимой девушке Веронике, которая является внучкой его босса. Однако однажды ему позвонила Зоя, его первая любовь, и попросила о помощи. Миша решает поехать в Израиль найти Зою и помочь ей[2].
- Эдик (Пини Тавгер) — двоюродный брат и лучший друг Миши, родился в России, живёт в Израиле, встречается с Зоей, хочет стать писателем. Ему также 30 лет, он безработный. После приезда Миши вместе с ним ищет Зою[3].
- Жора (Виталий Воскобойников) — родился в России, 30 лет, живёт в Израиле. Работает в полиции, любит свою работу, раньше мечтал работать в Интерполе. Женат, двое детей: жену зовут Лина, сын Эйтан и дочь Мая. К приезду Миши в Израиль не работал уже две недели — его отстранили от работы из за применения силы к арестованному наркоману. Из-за лишнего веса друзья называют его «Жирный»[4].
- Вероника (Анна Стефан) — девушка Миши, живёт в России. Внучка босса Миши. Приезжает за ним в Израиль и ссорится с ним там.
- Олигарх (Армен Джигарханян) — дедушка Вероники, босс Миши. Живёт в Москве. Дал Мише кольцо, которое принадлежало бабушке Вероники, чтобы он сделал предложение Веронике.
- Ави Шлонски (Алон Даан) — успешный израильский бизнесмен, безуспешно шантажировал Мишу, чтобы заполучить казахского посредника.
- Илья (Владимир Фридман) — отец Миши, пронырливый человек. Живёт в пустыне Негев.
- Денис (Лион Нонен) — друг юности Миши, Эдика и Жоры. Употребляет наркотики после смерти матери.
- Лина (Анна Берагер) — жена Жоры. Устроила Жоре скандал потому что он не сообщил ей о проблемах на работе. Из-за этого скандала он уходит из дома и решает начать новую жизнь, но в конце концов снова возвращается к Линe.

## Создание телесериала
В 2006 году кабельная компания НОТ обратилась к Леониду Прудовскому с предложением написать сценарий про русских ребят и спустя 4 года, появился фильм.
"Это был наш первый опыт работы с известным большим актером, – отметил Леонид Прудовский, – и этот опыт был очень интересным. Съемки в Москве тоже были необычными. Сказалось разница в менталитете: все-таки, мы, израильтяне, работаем немного иначе. А актер Генри Давид сравнил совместную работу с Арменом Джигарханяном со встречей на съемочной площадке с Брюсом Уиллисом"
В сериале использованы музыкальные работы группы Doolee Band.